# Nick Hak
Nick Hak (Maurik, 13 mei 1997) is een Nederlands voetballer die als aanvaller speelt.

## Carrière
Nick Hak maakte zijn debuut voor FC Dordrecht in de Eerste divisie op 21 oktober 2016, in de met 1-4 verloren thuiswedstrijd tegen Almere City FC. Hij kwam in de 72e minuut in het veld voor Erol Erdal Alkan. Van medio 2017 tot eind 2018 kwam hij in de Tweede divisie uit voor FC Lienden. Vanaf januari 2019 speelt Hak voor SV TEC in de Derde divisie. Medio 2020 ging hij naar USV Hercules. Vanaf het seizoen 2021/22 speelt hij voor VV DOVO.

### Statistieken
| Seizoen                        | Club           | Land           | Competitie         | Competitie | Competitie | Beker | Beker | Totaal | Totaal |
| Seizoen                        | Club           | Land           | Competitie         | Wed.       | Dlp.       | Wed.  | Dlp.  | Wed.   | Dlp.   |
| ------------------------------ | -------------- | -------------- | ------------------ | ---------- | ---------- | ----- | ----- | ------ | ------ |
| 2016/17                        | FC Dordrecht   | Nederland      | Eerste divisie     | 12         | 0          | 0     | 0     | 12     | 0      |
| 2017/18                        | FC Lienden     | Nederland      | Tweede divisie     | 24         | 4          | 1     | 0     | 25     | 4      |
| 2018/19                        | FC Lienden     | Nederland      | Tweede divisie     | 11         | 1          | 1     | 1     | 12     | 2      |
| 2018/19                        | SV TEC         | Nederland      | Derde divisie Zon. | 16         | 5          | 0     | 0     | 16     | 5      |
| 2019/20                        | SV TEC         | Nederland      | Tweede divisie     | 21         | 3          | 1     | 0     | 22     | 3      |
| 2020/21                        | USV Hercules   | Nederland      | Derde divisie Zon. | 5          | 2          | 1     | 0     | 6      | 2      |
| 2021/22                        | VV DOVO        | Nederland      | Derde divisie Zat. | 9          | 2          | 1     | 0     | 10     | 2      |
| Carrièretotaal                 | Carrièretotaal | Carrièretotaal | Carrièretotaal     | 98         | 17         | 5     | 1     | 103    | 18     |
| Bijgewerkt op 18 november 2021 |                |                |                    |            |            |       |       |        |        |